# حارية خوساتسكي
حارية خوساتسكي (الاسم العلمي: Echis khosatzkii)، نوع من الأفاعي السامة.

## النطاق الجغرافي
توجد هذي الأفعى في سلطنة عمان وشرق اليمن.

## أصل التسمية
اسم النوع مُهدى إلى عالم الحفريات والتصانيف والزواحف الروسي ليف إسحاقوفيتش خوساتسكي (1913-1992).